# Камелія Дунавська
Камелія Дунавска (болг. Камелия Дунавска, нар. 21 квітня 1969) — колишня болгарська художня гімнастка та тренер. Вона є головним тренером збірної Туреччини з художньої гімнастики.
Камелія Дунавська виграла золоті медалі на чемпіонаті світу 1987, який відбувся у Варні, Болгарія, і на чемпіонаті Європи 1988 року у Гельсінкі, Фінляндія. Її сестра-близнюк Адріана також є художньою гімнасткою.
Після закінчення спортивної кар'єри вона стала тренером з художньої гімнастики. Протягом короткого періоду вона працювала тренером болгарської національної збірної.
Її призначили головним тренером збірної Туреччини. Вона продовжує проживати у своїй країні, їде до Туреччини тренувати збірну іноді на місяць, а іноді на два тижні на місяць. Турецька команда, яку вона тренувала, виграла золоту медаль у змаганнях 3 обручі + 4 булави на чемпіонаті Європи 2020 року, який відбувся в Україні.